# Antonio Costa Costa
|  | No confondre amb Antoni Costa Costa. |

Antoni Costa Costa (Sant Antoni de Portmany, Eivissa, 1976) és un polític eivissenc, doctor en Economia, Vicepresident i Conseller d'Economia, Hisenda i Innovació del Govern de les Illes Balears, 
És Diplomat en Ciències Empresarials, llicenciat en Economia i màster en Hisenda Pública, Sistema Impositiu i Procediments tributaris, màster en Hisenda Autonòmica i local, i Doctor en Economia en tots els casos per la Universitat de les Illes Balears. Ha exercit professionalment com a professor del Departament d'Economia Aplicada de la Universitat de les Illes Balears.
En l'àmbit polític va exercir la Direcció General de Pressupostos i Finançament del Govern de les Illes Balears entre 2011 i 2015 en el Govern de Jose Ramón Bauzà.
A les eleccions al Parlament de les Illes Balears de 2019, encapçalava la llista del Partit Popular per la circumscripció d'Eivissa, ocupant el càrrec de cap de l'oposició des del juny de 2021 i portaveu del Partit Popular al Parlament de les Illes Balears, després de la renúncia a l'acta de diputat de Gabriel Company.
A les eleccions al Parlament de les Illes Balears de 2023, encapçalava novament la llista del Partit Popular per la circumscripció d'Eivissa, revalidant l'acta de diputat. El 10 de juliol de 2023 va ser presentat com a Vicepresident del Govern de les Illes Balears, així com Conseller d´Economia, Hisenda i Innovació, amb les funcions de portaveu de l'executiu autonòmic.